# Флавій Авіт Мариніан
Флавій Авіт Мариніан (лат. Flavius Avitus Marinianus; ? — після 448) — державний діяч часів Західної Римської імперії, консул 423 року.

## Життєпис
Про родину нічого невідомо. Син Флавія Егнація Севера. 
Був одним з очільників християнської партії в римському сенаті. Користувався досить значним впливом, про що свідчить наявність власної (іменної) лави в цирку Колізей. У 423 році призначено консулом разом з Флавієм Асклепіодотом та преторіанським префектом Італії та Африки. Тоді ж увійшов до складу комісії, що розслідувала звинувачування проти папи римського Сікста III.
У відповідь на звернення папи римського Льва I разом з дружиною виділив кошти на відновлення мозаїки базиліці Святого Петра (існувала до XVI ст.). Остання згадка відноситься до 448 року. Можливо помер під час мору невідомої хвороби.

## Родина
Дружина — Анастасія
Діти:
- Руфій Претекстат Постуміан, консул 448 року
- Руфій вівенцій Галл